# Karl-Johan Johnsson
Karl-Johan  Johnsson (Ränneslöv, 28 januari 1990) is een Zweeds voetballer die als doelman speelt.

## Clubcarrière

### Halmstads BK
Johnsson speelde in de jeugd voor Ränneslövs GIF en Halmstads BK. Toen Johnsson zeventien jaar oud was, trainde hij een week mee met het Engelse Manchester City. Via zijn zaakwaarnemer mocht hij meetrainen bij de Engelse topclub. Hij was er puur voor de training en dus niet om een contract in de wacht te slepen. Sinds 2008 speelde hij voor Halmstads BK 66 competitiewedstrijden. 

### N.E.C.
Vanaf januari 2013 komt hij uit voor N.E.C. waar hij een contract tot medio 2016 tekende. Op zondag 11 mei 2014 degradeerde hij met NEC naar de Eerste divisie, nadat Sparta Rotterdam in de play-offs over twee wedstrijden te sterk bleek voor de ploeg van coach Anton Janssen. 

### Randers FC
Op 10 juli 2014 werd bekend dat Johnsson voor drie jaar tekent bij het Deense Randers FC. In 2015 werd hij uitgeroepen tot beste doelman in de Deense competitie. 

### EA Guingamp
Op 27 juni 2016 tekende Johnsson een contract voor vier seizoenen bij het Franse EA Guingamp dat uitkomt in de Ligue 1. In het seizoen 2018/19 verloor hij zijn basisplaats. Met zijn club verloor hij dat seizoen de finale om de Coupe de la Ligue. Na de degradatie van Guingamp uit de Ligue 1, ging Johnsson in juli 2019 naar FC Kopenhagen waar hij een vierjarig contract ondertekende.

### FC Kopenhagen
Op 10 augustus 2020 speelde Johnsson met FC Kopenhagen in de kwartfinale van de Europa League tegen Manchester United FC. Johnsson blonk uit en verrichtte 13 reddingen, de nul houden lukte echter niet, Kopenhagen verloor de wedstrijd met 1-0. Waar hij in zijn eerste twee seizoenen de eerste doelman was, werd Johnsson vanaf het seizoen 2021/22 de tweede doelman bij Kopenhagen. Met zijn club werd hij in het seizoen 2021/22 Deens landskampioen en won hij de beker. Medio 2023 liep zijn contract af. 

### Bordeaux en Strasbourg
Op 31 augustus 2023 verbond hij zich voor twee seizoenen aan Girondins de Bordeaux, uitkomend in de Ligue 2. Na het faillissement van de club medio 2024 ging hij naar Racing Club de Strasbourg Alsace uitkomend in de Ligue 1.

## Clubstatistieken
| Seizoen                      | Club                  | Competitie  | Competitie | Competitie | Beker | Beker | Overig | Overig | Totaal | Totaal |
| Seizoen                      | Club                  | Competitie  | Wed.       | Dlp.       | Wed.  | Dlp.  | Wed.   | Dlp.   | Wed.   | Dlp.   |
| ---------------------------- | --------------------- | ----------- | ---------- | ---------- | ----- | ----- | ------ | ------ | ------ | ------ |
| 2008                         | Halmstads BK          | Allsvenskan | 1          | 0          | 0     | 0     | –      | –      | 1      | 0      |
| 2009                         | Halmstads BK          | Allsvenskan | 3          | 0          | 2     | 0     | –      | –      | 5      | 0      |
| 2010                         | Halmstads BK          | Allsvenskan | 9          | 0          | 1     | 0     | –      | –      | 10     | 0      |
| 2011                         | Halmstads BK          | Allsvenskan | 24         | 0          | 2     | 0     | –      | –      | 26     | 0      |
| 2012                         | Halmstads BK          | Superettan  | 30         | 0          | 0     | 0     | 2      | 0      | 32     | 0      |
| 2012/13                      | N.E.C.                | Eredivisie  | 1          | 0          | 0     | 0     | –      | –      | 1      | 0      |
| 2013/14                      | N.E.C.                | Eredivisie  | 29         | 0          | 4     | 0     | 2      | 0      | 35     | 0      |
| 2014/15                      | Randers FC            | Superligaen | 32         | 0          | 1     | 0     | –      | –      | 33     | 0      |
| 2015/16                      | Randers FC            | Superligaen | 32         | 0          | 1     | 0     | 4      | 0      | 37     | 0      |
| 2016/17                      | EA Guingamp           | Ligue 1     | 37         | 0          | 5     | 0     | –      | –      | 42     | 0      |
| 2017/18                      | EA Guingamp           | Ligue 1     | 38         | 0          | 2     | 0     | –      | –      | 40     | 0      |
| 2018/19                      | EA Guingamp           | Ligue 1     | 17         | 0          | 4     | 0     | –      | –      | 21     | 0      |
| 2019/20                      | FC Kopenhagen         | Superligaen | 29         | 0          | 1     | 0     | 12     | 0      | 42     | 0      |
| 2020/21                      | FC Kopenhagen         | Superligaen | 23         | 0          | 1     | 0     | 3      | 0      | 27     | 0      |
| 2021/22                      | FC Kopenhagen         | Superligaen | 0          | 0          | 1     | 0     | 3      | 0      | 4      | 0      |
| 2022/23                      | FC Kopenhagen         | Superligaen | 4          | 0          | 1     | 0     | 0      | 0      | 5      | 0      |
| 2023/24                      | Girondins de Bordeaux | Ligue 2     | 13         | 0          | 2     | 0     | –      | –      | 15     | 0      |
| Totaal                       | Totaal                | Totaal      | 319        | 0          | 28    | 0     | 26     | 0      | 373    | 0      |
| Bijgewerkt tot 29 maart 2024 |                       |             |            |            |       |       |        |        |        |        |

## Interlandcarrière
Na in Zweden onder 19 en 21 gespeeld te hebben debuteerde Johnsson in januari 2012 in het Zweeds voetbalelftal in een vriendschappelijke wedstrijd tegen Qatar. Hij maakt deel uit van de selectie op het wereldkampioenschap voetbal 2018.